# Droit social
Ne doit pas être confondu avec Droits sociaux ou Droit socialiste.
Le droit social est un terme qui regroupe l'ensemble des règles régissant les relations individuelles et collectives de travail : droit du travail, droit de la Sécurité sociale et de la mutualité et droit de l'action sociale de l'État. Ainsi, ce droit présente la particularité d'être régi à la fois par le droit public et privé français. À titre d'exemple, ce droit traite notamment, de la lutte contre l'exclusion sociale (RSA) et de la pauvreté, du minimum vieillesse, de la protection des mineurs et de la dépendance des personnes âgées (APA).

## Le risque social
Un risque social est un aléa de la vie qui diminue les ressources d'une personne (comme la maladie, un accident, l'invalidité ou la vieillesse) ou qui augmente ses dépenses (comme la fondation d'une famille). Le chômage est un risque lié à l'activité de l'homme (activité professionnelle) mais qui peut menacer sa sécurité économique et contre lequel il convient de se prémunir.

## Histoire
Le droit social apparaît au XIXe siècle. Il constitue une nouvelle génération de droits de l'homme dont l'origine se trouve dans une conception de la fraternité productrice de droits. En France, apparaissent avec la révolution de 1848 le droit à l'assistance et le droit au travail puis, de proche en proche, le droit à l'existence, le droit à la protection, le droit à la santé, à l'éducation...
Le droit du travail est né à la fin du XIXe siècle. Ce siècle a vu l'apparition, avec la révolution industrielle, d'une nouvelle classe sociale, les « ouvriers » ou le « prolétariat », dans la terminologie marxiste, issus de la paysannerie.
En France, la première loi du travail date du 22 mars 1841: elle limitait le temps de travail pour les enfants : pas plus de six heures par jour découpée en périodes pour les moins de douze ans; pas plus de douze heures par jour pour les mineurs de plus de douze ans; et pas de travail de nuit ni les dimanches et jours fériés pour les garçons de moins de seize ans et les filles de moins de vingt-et-un ans.
Par ailleurs, cette loi interdisait les travaux souterrains (mines) pour les enfants de moins de douze ans et pour les femmes, et fixait l'obligation pour les enfants de moins de douze ans de suivre des cours à l'école en dehors des heures de travail.
À partir des années 1870, l'interdiction du travail pour les enfants de moins de douze ans est progressivement mise en œuvre par la Troisième République.
En parallèle, le Second Empire abolit le délit de coalition en 1864 et la Loi Waldeck-Rousseau du 21 mars 1884 légalise les syndicats.
En Allemagne, c'est Bismarck qui vote les premières lois sociales et instaure progressivement un régime de sécurité sociale.
À la fin du XIXe et au début du XXe siècle, plusieurs positions s'opposent au sujet de la réglementation du travail. À droite, certains, tels le juriste François Gény (1861-1959), auraient préféré une approche privée, fondée sur la philanthropie et le paternalisme (mis en œuvre par certains patrons saint-simoniens, par exemple par Dollfus-Mieg et Compagnie à Mulhouse). D'autres (le président américain Theodore Roosevelt, etc.) préfèrent un État fort, capable d'imposer une règlementation afin de protéger la propriété privée.
À gauche, si certains préconisent la promulgation d'une règlementation du contrat de travail par un État gouverné par un parti de gauche, un courant, proche du « socialisme anti-autoritaire », s'y oppose dans tous les pays industriels, craignant que celle-ci conduise à la démobilisation du mouvement ouvrier.